# Лейк (округ, Индиана)
Лейк (англ. Lake County) — округ в американском штате Индиана. Занимает 2-е место по количеству жителей среди округов штата и 12-е по площади суши.

## География
Округ находится в северо-западной части штата, входит в регион Северо-западная Индиана и метрополию Большой Чикаго. Имеет условно прямоугольную форму, вытянут с севера на юг примерно на 58 километров, с запада на восток — на 26 километров. Площадь округа составляет 1622,63 км², в том числе 330,53 км² (20,37 %) занимают открытые водные пространства. С севера округ Лейк омывается водами озера Мичиган, с востока и юга граничит с другими округами Индианы, с запада — со штатом Иллинойс.

Округ имеет достаточно равнинный рельеф: его низшая точка, 178 метров над уровнем моря, находится на берегу Мичигана, максимальная высота холмов нигде не превышает 244 метров над уровнем моря. Крупнейшая река округа — Канкаки.

### Населённые пункты
По убыванию количества жителей (указано в скобках по переписи 2010 года), административный центр выделен полужирным
Города (city) и городки (town)
- Хэммонд (80 830)
- Гэри (80 294)
- Мерриллвилл[англ.] (35 246)
- Ист-Чикаго[англ.] (29 698)
- Шерервилл[англ.] (29 243)
- Хобарт (29 059)
- Краун-Пойнт (27 317)
- Хайленд[англ.] (23 727)
- Манстер (23 603)
- Гриффит (16 893)
- Дайер (16 390)
- Сент-Джон (14 850)
- Лейк-Стейшн[англ.]* (12 572)
- Седар-Лейк[англ.] (11 560)
- Лоуэлл?! (9276)
- Уитинг[англ.] (4997)
- Уинфилд[англ.] (4383)
- Нью-Чикаго[англ.] (2035)
- Шнейдер[англ.] (277)

Статистически обособленные местности
- Лейк-оф-те-Фор-Сизонс[англ.] (7033; частично на территории округа)
- Лейк-Делакарлиа[англ.] (1355)
- Шелби[англ.] (539)

Тауншипы
- Норт[англ.] (162 855)
- Калумет[англ.] (104 258)
- Сент-Джон[англ.] (66 741)
- Росс[англ.] (47 890)
- Хобарт[англ.] (39 417)
- Сентер[англ.] (31 756)
- Хановер[англ.] (12 443)
- Седар-Крик[англ.] (12 097)
- Уинфилд[англ.] (10 054)
- Уэст-Крик[англ.] (6826)
- Игл-Крик[англ.] (1668)

## Климат
В Лоуэлле влажный континентальный климат  с четырьмя четко выраженными сезонами; по классификации климатов Кёппена обозначается на климатических картах абреввиатурой «Dfa».

## История
Округ был образован 15 февраля 1837 года путём отделения части округа Портер. Своё название округ Лейк (рус. Озеро) получил в честь того, что его северной границей является озеро Мичиган. С 1839 до 1840 года административным центром округа был город Ливерпул (сейчас — нейборхуд в составе города Лейк-Стейшн), затем он был перенесён в город Краун-Пойнт, где и находится поныне. Около 14 % населения округа тогда составляли выходцы из Германии (это нашло отражение в названии некоторых топонимов округа), и именно немцы оставались здесь преобладающей этнической группой на протяжении XIX века. В 1850-х годах в округе одна за одной стали появляться железнодорожные станции. Теперь фермерам стало гораздо проще добираться до Чикаго, где они продавали свою продукцию, а взамен они привозили древесину и стройматериалы, что положило конец «эре хижин» в центральной и южной частях округа. Административный центр округа, Краун-Пойнт, обзавёлся железнодорожной станцией лишь в 1865 году. В 1890-х — 1920-х годах в северной части округа появилось много сталелитейных предприятий. Обилие рабочих мест привело к большому наплыву эмигрантов из Европы (поляки, словаки, хорваты и греки), желающих работать: к 1930 году их было около 60 % от населения округа. С 1940-х годов началось замещение этих рабочих мексиканцами и афроамериканцами. В 1970-х годах большинство этих заводов было закрыто по экологическим соображениям, что привело к резкому увеличению безработицы и снижению уровня жизни.

## Транспорт
Крупнейший аэропорт округа — международный Гэри/Чикаго.

Через округ проходят следующие крупные автодороги:
- I-65[8]
- I-80 (Платная дорога Индианы[англ.])
- I-94[9]
- US 6[10]
- US 12[11]
- US 20[англ.][12]
- US 30[англ.][13]
- US 41[англ.][14]
- US 231[англ.][15]
- SR 2[англ.]
- SR 51[англ.]
- SR 53[англ.]
- SR 55[англ.]
- SR 130[англ.]
- SR 912[англ.]

Железнодорожное сообщение в округе обеспечивают компании Amtrak, Канадская национальная железная дорога, Chicago South Shore and South Bend Railroad, CSX Transportation, Indiana Harbor Belt Railroad, Norfolk Southern Railway, South Shore Line.

## Достопримечательности
См. также ст. Объекты округа Лейк (Индиана) в Национальном реестре исторических мест  (англ.)
- Национальное побережье Индиана-Дьюнс[англ.] (частично на территории округа)

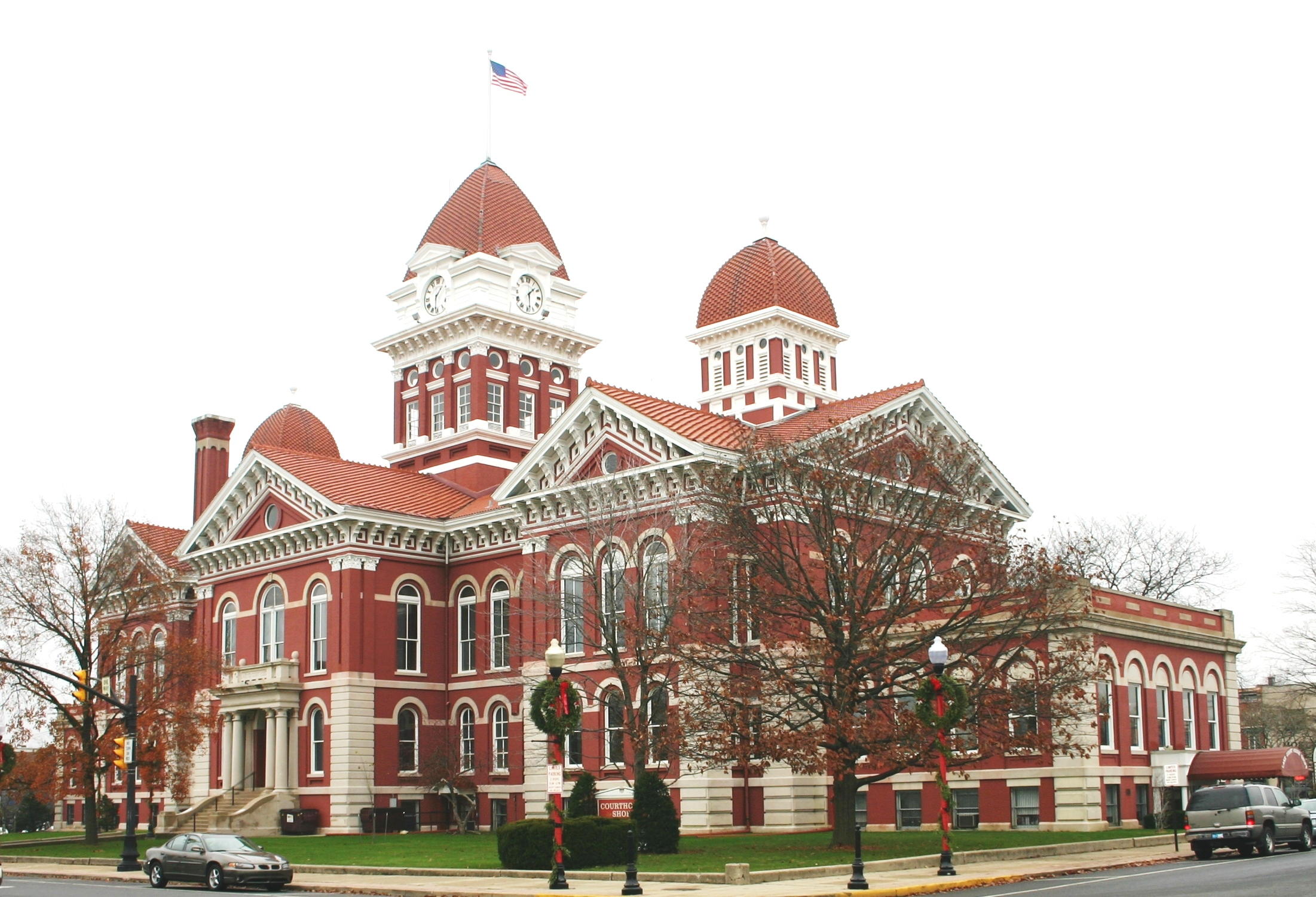
Окружной суд
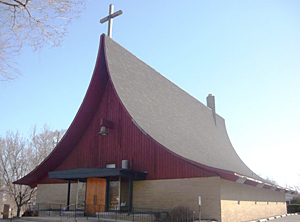
Епископальная церковь Святого Августина

## Демография
Почти на всём протяжении существования округа его население неуклонно росло, спад наблюдался лишь в 1970-х и 1980-х годах (в связи с закрытием большого количества сталелитейных предприятий), а также наблюдается сейчас, в начале 2010-х годов.

Городом с самым большим годовым доходом на душу населения является Сент-Джон (36 490 долларов), там же самый высокий доход на домохозяйство (97 868 долларов). Самый низкий годовой доход на душу населения — в Ист-Чикаго (13 457 долларов), самый низкий доход на домохозяйство — в Гэри (26 956 долларов).
Населённые пункты по преобладающим расам
- Белые — больше всего в Лейк-Делакарлиа[англ.] (97,3 %), меньше всего в Гэри (10,7 %)
- Негры и афроамериканцы — больше всего в Гэри (84,8 %), меньше всего в Шнейдере[англ.] (0 %)
- Азиаты — больше всего в Манстере (5,8 %), меньше всего в Лейк-Делакарлиа[англ.] и Ист-Чикаго[англ.] (по 0,1 %)
- Латиноамериканцы — больше всего в Ист-Чикаго[англ.] (50,9 %), меньше всего в Шелби[англ.] (0,9 %)

2010 год
Согласно переписи 2010 года в округе Лейк проживали 496 005 человек (51,7 % женского пола и 48,3 % мужского), было 183 198 домохозяйств. Средний размер домохозяйства составлял 2,1 человек.

Расовый состав: белые — 70,5 %, негры и афроамериканцы — 25,9 %, коренные американцы — 0,5 %, азиаты — 1,4 %, уроженцы тихоокеанских островов и прочие расы — 1 %, смешанные расы — 1,6 %, латиноамериканцы (любой расы) — 17 %.

25,3 % населения округа были младше 18 лет, 61,3 % были в возрасте от 18 до 64 лет и 13,4 % были старше 65 лет.

Средний доход домохозяйства составлял 49 443 доллара в год, на душу населения — 23 726 долларов, 16,6 % населения проживали за чертой бедности.

Средний возраст жителя составил 37 лет, что полностью совпадает со средним возрастом по штату.
2012 год
По оценкам 2012 года в округе Лейк проживали 493 618 человек, 47 % мужского пола и 53 % женского.

5,3 % жителей были рождены вне США, при среднем показателе по штату 3,1 %.
2013 год
По оценкам 2013 года в округе Лейк проживали 491 456 человек (-0,9 % за три года). Было 182 080 домохозяйств. Безработица составила 9,2 %. Доход домохозяйства составил 48 341 доллар в год, на душу населения — 37 797 долларов, 17,8 % человек жили за чертой бедности.
2014 год
По оценкам 2014 года в округе Лейк проживали 490 228 человек.

## Прочие факты
- Минимальная температура воздуха в округе составила -33°С и была зарегистрирована в январе 1977 года, максимальная — 40°С (июнь 1988 года). В среднем на округ выпадает 1019 мм дождя в год: самый влажный месяц — июнь (122 мм), самый сухой — февраль (43 мм)[23].
- Жители округа традиционно отдают предпочтение Демократической партии: с 1960 по 2008 год (13 президентских выборов) республиканцы округа одержали победу лишь один раз, в 1972 году.